# Fédération des étudiants nationalistes
Pour les articles homonymes, voir FEN.
Ne doit pas être confondu avec Fédération nationale des étudiants de France.
La Fédération des étudiants nationalistes (FEN) est une ancienne organisation étudiante française d'extrême droite.

## Historique
La Fédération des étudiants nationalistes fut constituée le 1er mai 1960 par des étudiants – généralement issus de Jeune Nation – favorables à l'Algérie française et hostiles au texte appelant le gouvernement français à engager des pourparlers avec le FLN que l'Union nationale des étudiants de France (UNEF) avait voté un mois plus tôt lors de son congrès annuel. À sa direction, figuraient Pierre Poichet, Georges Schmelz, Jacques Vernin, François d'Orcival (Amaury de Chaunac-Lanzac) et Fabrice Laroche (Alain de Benoist, qui fut introduit dans l'organisation par François d'Orcival en 1961). Parmi les objectifs fixés par la direction de la FEN, outre la lutte contre la « marxisation de l'Union nationale des étudiants de France » :
- « faire entendre la voix des étudiants qui refusent à l'U.N.E.F., devenue un fief marxiste, le droit de parler en leur nom » ;
- « chasser le marxisme des universités et des lycées de France » ;
- « opposer au syndicalisme marxiste de l'U.N.E.F. un syndicalisme corporatif » ;
- « préparer l'avenir français par l'étude des grands problèmes nationaux et la diffusion du nationalisme français » ;
- « soutenir l'action des défenseurs de l'intégration territoriale de l'Algérie française à la Mère Patrie »[1].

Le mouvement appelle l'armée à opérer un coup de force « face aux immenses périls qui menacent la civilisation blanche, européenne et française ». La FEN voue une haine particulière au général de Gaulle.
Les dirigeants de la FEN rédigent un document intitulé Le Manifeste de la classe 60 – en écho à la Lettre à un soldat de la classe 60 de Robert Brasillach –, publié pour la première fois en 1960 (des extraits en étant reproduits dans les Cahiers universitaires, mensuel de la FEN), puis republié à l'automne 1962. Ce manifeste devint une charte idéologique et un point de repère important du « néofascisme » français d'après-guerre.
En 1962, Dominique Venner, un des chefs de Jeune Nation emprisonné pour ses liens avec l'OAS, écrit en prison une autocritique intitulée Pour une critique positive. Il appelle à s'inspirer du léninisme pour élaborer une doctrine révolutionnaire et unifier les mouvements nationalistes. Il rejette l'usage du terrorisme, et prône la fin de l'activisme, qu'il juge stérile. Sur la base de son manifeste, il prend le contrôle de la FEN aux côtés d'Alain de Benoist.
Implantée dans de nombreuses facultés, la FEN fut à l'origine de la revue et du mouvement Europe-Action (créés en 1963 et dirigés par Venner) qui contribueront à diffuser les thèmes du nationalisme européen.
C'est en 1963 que Patrick Devedjian se rapproche, par conviction idéologique, de la Fédération des étudiants nationalistes.
Les thèses de Venner ne font cependant pas l'unanimité, et conduisent à deux scissions en 1964. D'abord le Front universitaire européen (sous l'impulsion de militants de Jeune Europe), puis le mouvement Occident, fondé par des cadres et militants exclus de la FEN le 18 février 1964.
En 1965, la FEN apporte son soutien à la candidature de Jean-Louis Tixier-Vignancour lors de l'élection présidentielle.
La FEN s'auto-dissout en 1967. L'année suivante, une partie de ses responsables se retrouvera, acquise à l'idée d'une Europe unie, pour créer le Groupement de recherche et d'études pour la civilisation européenne (GRECE).

## Publications
La FEN disposait d'un réseau de journaux étudiants et lycéens répartis à travers le territoire français :
- FEN Presse
- Le fer de Lance
- Cite Forum horizons nouveaux
- Dijon université (université de Dijon)
- Avenir
- Position nationalistes (Sciences po)
- Sorbonne nationaliste (Sorbonne)
- Brest nationaliste (université de Brest)
- Flamme (Pyrénées)
- L'alcazar de Bordeaux (université de Bordeaux)
- Midi nationaliste
- Perspectives (Polytechnique)
- Militant (Lycée Parisiens)[8]

#### Témoignages
- Frédéric Chatillon, Thomas Lagane et Jack Marchal (dir.), Les Rats maudits. Histoire des étudiants nationalistes 1965-1995, Éditions des Monts d'Arrée, 1995  (ISBN 2-911387-00-7). Le premier chapitre évoque la FEN

#### Travaux
- Frédéric Charpier, Génération Occident : de l'extrême droite à la droite, éd. du Seuil, 2005.